# Zijpebrug
De Zijpebrug (brug 1781, brug 70P) is een bouwkundig kunstwerk in Amsterdam-Noord.
De brug is gelegen in de Dorpsstraat Holysloot in Holysloot en is de enige geregistreerde verkeersbrug aldaar. Het dorp bestaat eigenlijk ook maar uit één straat. Holysloot vormde het eind van allerlei paadjes en watergangen in het gebied rondom haar kern. Ze kreeg pas (relatief) laat aansluiting op de infrastructuur in het gebied. De Zijpebrug ligt in die enige infrastructuur over een plaatselijk watertje dat uitmondt in het Holysloter Die. De brug heeft de vorm van andere bruggen die in Landelijk Noord zijn neergelegd, maar dan in een kleinere versie.
Van de geschiedenis van de brug is nauwelijks iets bekend. Ze stamt vermoedelijk uit de periode na de Stormvloed van 1916, op de kaart van gemeente Ransdorp (Holysloot werd bestuurd vanuit Ransdorp) uit 1865 stond nog geen brug ingetekend. Ze is minstens één keer gerestaureerd; koningin Beatrix der Nederlanden kwam in 1991 op bezoek, waarvoor het dorp opgeknapt werd. 
De brug kreeg in 2018 haar naam, waarbij verwezen werd naar de familie Zijpe, die hier jarenlang woonde. Het maakte in 2018 deel uit van een serie vernoemingen voor bruggen in Landelijk Noord, waarbij rekening werd gehouden met de geschiedenis van deze streek.
<<< · 1701 · 1702 · 1703 · 1704 · 1705 · 1706 · 1707 · 1708 · 1709 ·  1710 · 1711 · 1714 · 1715 · 1716 · 1717 · 1718 · 1719 · 1720 · 1721 · 1722 · 1723 · 1725 · 1726 · 1727 · 1728 · 1729 · 1730 · 1731 · 1732 · 1733 · 1734 · 1735 · 1736 · 1737 · 1738 · 1739 · 1741 · 1742 · 1743 · 1745 · 1746 · 1747 · 1748 · 1749 · 1750 · 1751 · 1752 · 1753 · 1754 · 1755 · 1756 · 1757 · 1764 · 1765 · 1766 · 1767 · 1768 · 1769 · 1770 · 1771 · 1772 · 1773 · 1774 · 1775 · 1776 · 1777 · 1778 · 1779 ·  1780 · 1781 · 1782 · 1783 · 1784 · 1785 · 1786 · 1787 · 1788 · 1791 · 1792 · 1793 · 1794 · 1795 · 1796 · 1797 · 1798 · 1799 · >>>
Brugnummers brug 1712, 1713, 1724, 1740, 1744, 1758, 1759, 1760, 1761, 1762, 1763, 1789, 1790 zijn niet (meer) vergeven.